# Anatkina devia
Anatkina devia är en insektsart som beskrevs av Young 1986. Anatkina devia ingår i släktet Anatkina och familjen dvärgstritar.
Artens utbredningsområde är Vietnam. Inga underarter finns listade i Catalogue of Life.